# Tony Meola
Antonio Michael „Tony“ Meola (* 21. Februar 1969 in Belleville, New Jersey) ist ein ehemaliger US-amerikanischer Fußballtorwart und jetziger Trainer.
Meola stand im Aufgebot der USA bei den Fußball-Weltmeisterschaften 1990, 1994 und 2002 und war von 1996 bis 2006 in der Major League Soccer aktiv. In dieser Zeit erhielt er mehrere Auszeichnungen.
Er spielte nicht nur Fußball, sondern war in seiner Jugend auch als Baseball- und Basketballspieler erfolgreich.

## Karriere als Fußballspieler

### Jugend und College
Meola wuchs in Kearny, New Jersey auf. Dort besuchte er die Kearny High School und spielte für die Fußballmannschaft der Schule. Sein Vater, Vincent Meola, war als Fußballer in Italien aktiv, bevor er in die USA auswanderte. Er spielte für den damaligen Zweitligisten AS Avellino 1912. Tony wurde 1985 und 1986 in die All-State Auswahlmannschaft berufen, 1986 allerdings als Stürmer. Insgesamt absolvierte er 41 Spiele ohne Gegentor als Torwart und erzielte als Stürmer 42 Tore während seiner Highschool-Zeit. Er spielte als Schüler in einer Mannschaft mit Tab Ramos und John Harkes.
Meola erhielt ein Sportstipendium für Baseball und Fußball an der University of Virginia. Während seiner Zeit am College wurde er u. a. von Bruce Arena trainiert. Im Oktober 1987 war er im Aufgebot der USA bei der Junioren-Fußballweltmeisterschaft 1987 in Chile. Zu dieser Zeit galt er als einer besten Torhüter des Landes. Er wurde mehrmals in die Auswahl Division I First-Team All-American der NCAA berufen. 1988 gewann er die Hermann Trophy und 1989 wurde er mit dem Missouri Athletic Club Award ausgezeichnet. Beides sind hohe Auszeichnungen im US-amerikanischen College-Fußball. Am 15. Dezember 1989 verließ er das College, um mit der US-Nationalmannschaft spielen zu können.
Neben dem Fußball war er auch in dem Baseball-Team der University of Virginia aktiv.

### England
Vor der Fußball-Weltmeisterschaft 1990 unterzeichnete er bei der United States Soccer Federation, dem Fußballverband der USA, einen Vertrag. Nach dem Weltcup wurde er an den englischen Verein Brighton & Hove Albion ausgeliehen. Dort stand er elfmal auf dem Platz, zweimal davon in einem Ligaspiel. Gleich in seinem ersten Spiel statt des verletzten Stammtorhüter Perry Digweed wurde er zum Spieler des Spiels ernannt. Am 14. September 1990 wurde er an den FC Watford verliehen. Anschließend kehrte er in die USA zurück.

### Zurück in die USA
1991 spielte er für die Fort Lauderdale Strikers in der American Professional Soccer League. Dort teilte er sich das Tor mit Arnie Mausser. Nach einer Saison wechselte er zurück zur Nationalmannschaft, um sich mit dieser auf die Weltmeisterschaft 1994 vorzubereiten.
Nach der WM unterzeichnete Meola am 14. Dezember 1994 bei den Buffalo Blizzard, die in der National Professional Soccer League, einer Hallenfußballliga, spielten. Er wurde Stammkeeper der Mannschaft, musste dies aber aufgrund eines Engagements am Broadway beenden. Er spielte die Hauptrolle in dem Stück Tony n' Tina's Wedding.
Anschließend wechselte er im Februar 1995 zu den Long Island Rough Riders für die USISL Saison 1995. Mit den Rough Riders konnte er die Meisterschaft in dieser Saison gewinnen.

### Major League Soccer
Im Zuge der Gründung der Major League Soccer wurde er von den MetroStars unter Vertrag genommen. Dort war von 1996 bis 1998 in fast jedem Spiel auf dem Platz.
Zur Saison 1999 wechselte er zusammen mit Alexi Lalas zu den Kansas City Wizards. Aufgrund einer Verletzung musste er den größten Teil der Saison aussetzen. Meola gewann mit den Wizards in der Saison 2000 den MLS Cup und wurde als bester Torwart der Liga mit dem MLS-Goalkeeper-of-the-Year-Award ausgezeichnet. Außerdem war er der beste Spieler beim MLS-Cup-Finale und der beste Spieler der MLS. Er blieb bis zur Saison 2004 bei den Wizards, in der er aufgrund einer Verletzung nur bedingt spielen konnte. Bo Oshoniyi übernahm seinen Stammplatz, und Meola's Vertrag wurde nicht weiter verlängert.
Im Juni 2005 wurde er erneut von den MetroStars verpflichtet. Nach dieser Saison wurde in die MLS All-Time Best XI Auswahl gewählt. Er gehört damit zu den elf besten Spielern, die in den ersten Jahren der Major League Soccer gespielt haben. Ende 2006 wurde er von mittlerweile in New York Red Bulls umbenannten Team nicht weiter benötigt.
Seine letzte Station trat er am 14. August 2007 bei der Hallenfußballmannschaft New Jersey Ironmen an. Das Team spielte in der Major Indoor Soccer League.

### Nationalmannschaft
Am 10. Juni 1988 gab der damals 19-jährige Meola sein Debüt für die Nationalmannschaft der USA gegen Ecuador. Seinen zweiten Einsatz absolvierte er ein Jahr später gegen Peru.
Im Sommer 1989 absolvierte die USA mehrere Spiele gegen italienische Vereine. Der eigentliche Stammtorhüter David Vanole hatte in der Zeit Probleme mit seinem Körpergewicht. Aus diesem Grund bekam Meola seine Chance, verletzte sich aber gleich in seinem ersten Spiel gegen den AS Rom und wurde durch Vanole ersetzt. Dieser konnte aber drei Gegentore nicht verhindern. Die USA siegte zwar mit 4:3, Venola wurde aber anschließend nicht mehr berücksichtigt. Meola wurde somit zum neuen Stammtorwart der Mannschaft und absolvierte auch die restlichen Qualifikationsspiele für die WM 1990. Bei der Weltmeisterschaft stand er bei jedem Spiel der USA auf dem Platz.
Diesen Stammplatz behielt er bis zur Weltmeisterschaft 1994 im eigenen Land. Er war im Kader beim CONCACAF Gold Cup 1991, König-Fahd-Pokal 1992 und bei der Copa América 1993.
Während der WM wurde er zum Gesicht der Nationalmannschaft. Nach der Niederlage gegen Brasilien im Achtelfinale informierte er den damaligen Trainer Bora Milutinović darüber, dass er eine Karriere als professioneller Placekicker im American Football anstrebe. Milutinović nominierte Meola seit jener Zeit nicht mehr.
Erst 1999 kehrte er wieder in den Kreis der Nationalmannschaft zurück, konnte sich aber nicht mehr seinen Stammplatz zurückholen. Bei der Fußball-Weltmeisterschaft 2002 war er der dritte Torwart der Mannschaft hinter Kasey Keller und Brad Friedel. 2006 absolvierte er sein letztes und gleichzeitig 100. Spiel für die USA.

## Trainerkarriere
Am 24. November 2015 übernahm Meola das Traineramt beim North-American-Soccer-League-Franchise Jacksonville Armada FC. Neben seiner Tätigkeit als Trainer ist er auch Technischer Direktor des Clubs.

## Außerhalb des Fußballs
- Während seiner Zeit an der High School war Meola auch als Baseball-Spieler aktiv. Er wurde von den New York Yankees gedraftet und spielte später bei deren Farmteams. Außerdem war er der Kapitän der Basketballschulmannschaft.
- 1994 absolvierte er ein Probetraining bei der American-Football-Mannschaft New York Jets.
- 1995 spielte er in dem Off-Broadway Stück Tony n' Tina's Wedding die Hauptrolle und gründete eine Hypothekendarlehen-Firma.
- Meola war Schlagzeuger der Cover-Band „MUSHMOUTH“. Noch heute tritt er ab und zu mit der Band auf. Das letzte Konzert mit ihm war am 11. November 2011 in Seaside Heights, NJ.
- 1993 kam ein SNES-Videospiel mit seinem Namen, Tony Meola's Sidekick Soccer, auf den Markt.
- Er trainiert heute die U-12 eines lokalen Clubs in Toms River, NJ. Sein Sohn spielt in dieser Mannschaft.
- Meolas Sohn Jon spielte in der High School Fußball[5] und ist Baseballspieler der Pensacola Blue Wahoos.[6]